# 長垂の含紅雲母ペグマタイト岩脈

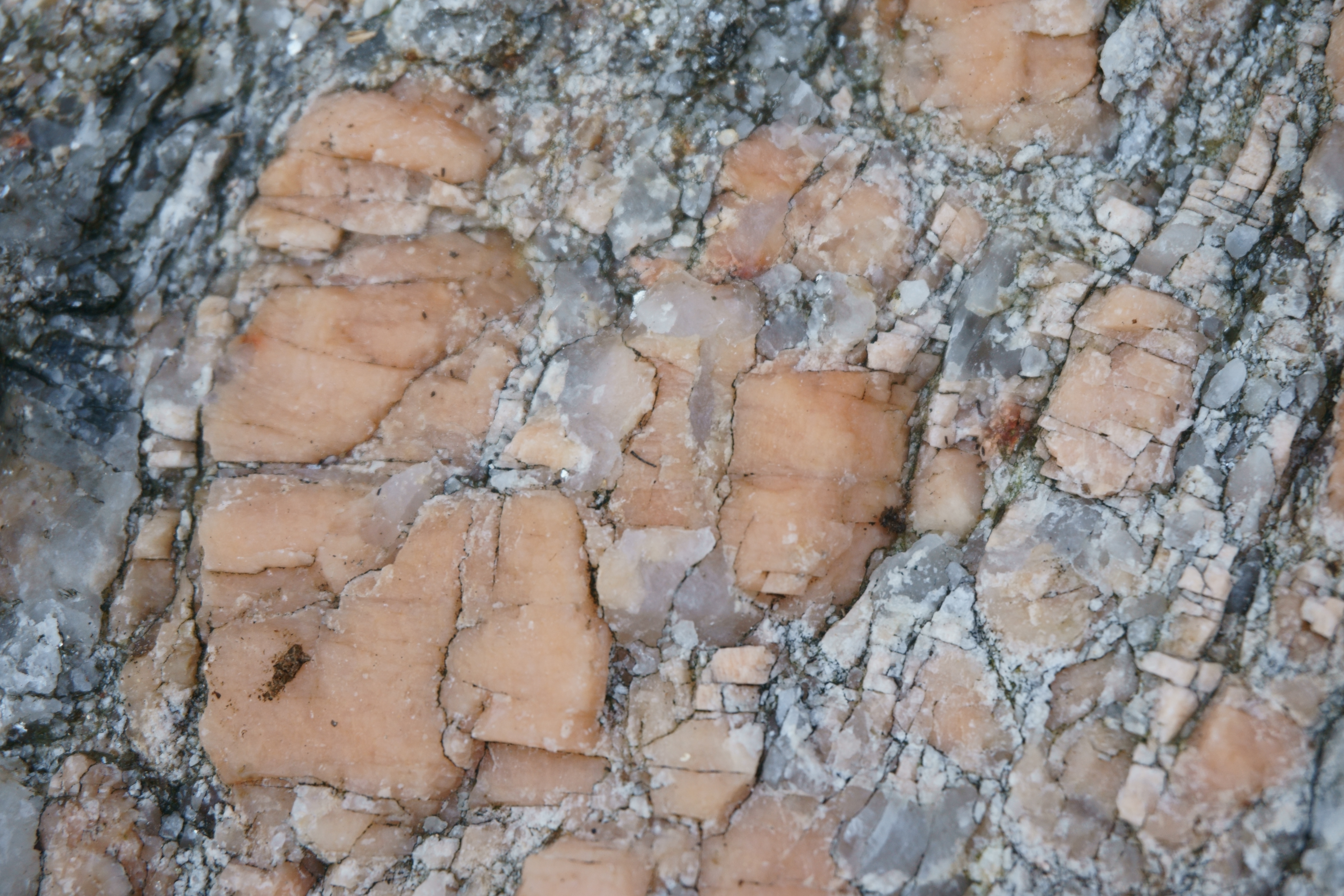
長垂の含紅雲母ペグマタイト岩脈。
石英（白色の部分）や長石（淡い桃色の部分）の巨大な結晶が露出している。
2018年11月15日撮影。

長垂の含紅雲母ペグマタイト岩脈（ながたれのがんこううんもペグマタイトがんみゃく）は、福岡県福岡市西区今宿青木にある、国の天然記念物に指定された紅雲母（リチア雲母）を含んだペグマタイトの岩脈である。
博多湾に面して海に突き出した岬にあり、博多から海沿いに西へ向かう交通の要所として古来より人の往来が盛んな場所であったことから、この岬の一帯に露出する岩石や鉱物は古くから知られ、中でも美しい淡紫紅色をした雲母で出来た巨大な結晶は「キララ」という呼称で江戸時代中頃にはすでに知られており、明治期から昭和初期の日本の鉱物学黎明期に多くの学者が長垂を訪れて鉱物採集を行い、その分析や生成過程の調査が行われるなど、日本国内の鉱物学者や地質学者の間では著名なポイントであり、学術的な価値が高いことから、1934年（昭和9年）1月22日に国の天然記念物に指定された。
紅雲母（リチア雲母）に含まれるリチウムは日本国内では希少な元素であるため、紅雲母を含む長垂の鉱石類は太平洋戦争戦時下の軍事利用を目的に大量に採掘された経緯があり、今日では地表面での紅雲母（リチア雲母）を現地で確認することは難しくなっているが、石英や長石などの鱗片状の結晶の集合体は観察することが可能である。

## 解説

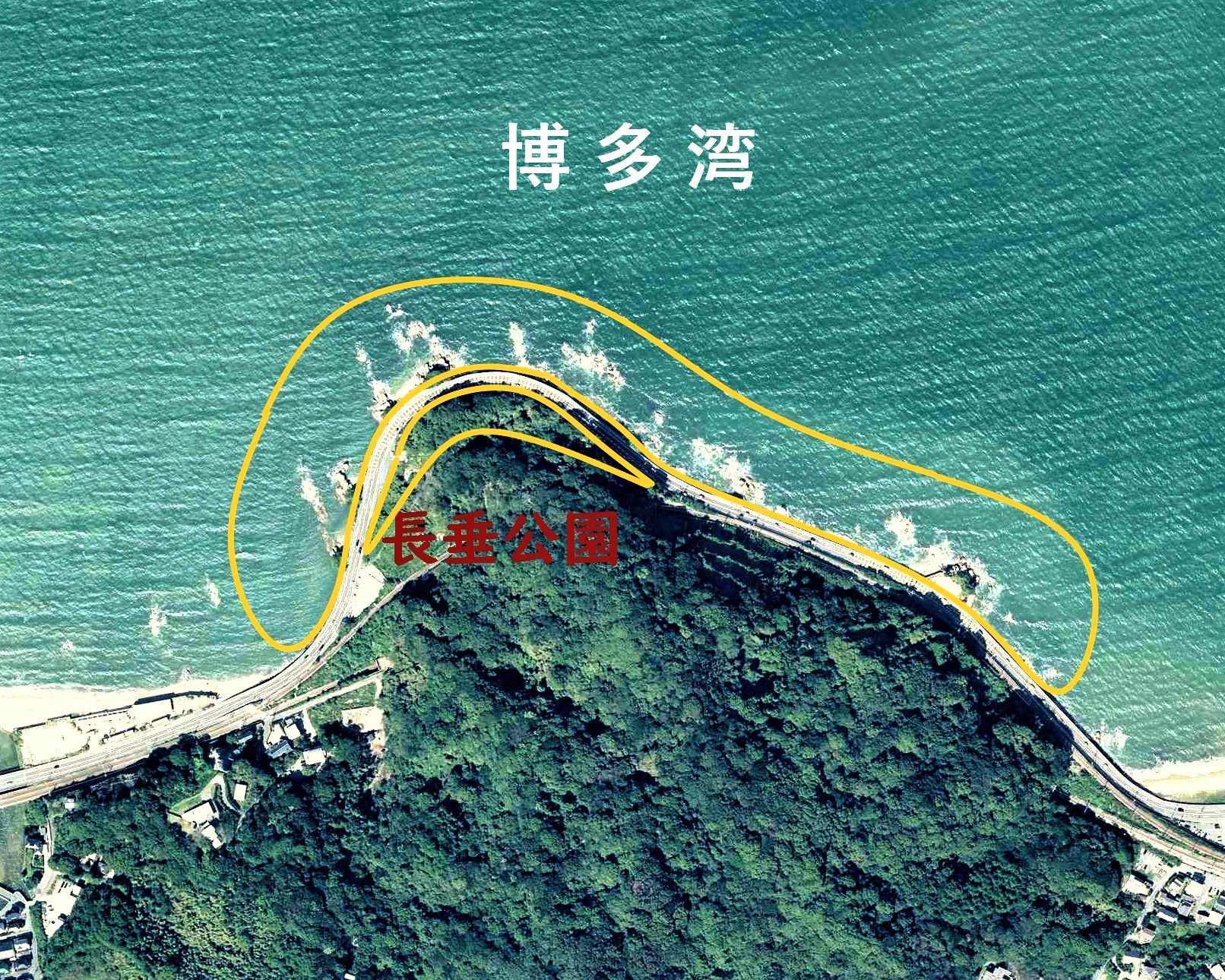
長垂の含紅雲母ペグマタイト岩脈地周辺の空中写真。指定範囲の概略を黄色の線で示した。。（2020年10月7日撮影の画像を使用作成）

長垂の含紅雲母ペグマタイト岩脈は、福岡市中心部から博多湾沿いを西側へ11キロメートルほど行った場所にあり、博多湾を望む長垂山の北側斜面から海中に向かって4本ないし5本の不規則な形状の岩脈が伸びている。これが国の天然記念物に指定された長垂の含紅雲母ペグマタイト岩脈で、長垂公園の岬付近の旧国道202号沿い海岸線から海中80メートルまでの範囲が指定地とされている。
ペグマタイト(英: pegmatite）とは鉱物組成のひとつで、マグマが冷えて固まる際に、ある特定の条件を満たすと、ひとつひとつの結晶が非常に大きくなることがある。このような岩質のものをペグマタイトと呼び、花崗岩質である場合が多いため巨晶花崗岩（きょしょうかこうがん）とも呼ばれる。
福岡市周辺は各種の花崗岩が広く分布しているため、それに伴いペグマタイトやアプライトといった火成岩の岩脈が多く見られる。長垂山には珍しい淡紫紅色をした雲母が産出することで古くから有名で、江戸時代の本草学者貝原益軒が編纂し、1709年（宝永7年）に刊行された本草書『大和本草』の中で、長垂山産出の雲母を「キララ」と記載しており、明治期の鉱物学者和田維四郎は「加里雲母」と報告している。
このように長垂山周辺の鉱物類は古くより多くの鉱物学者や地質学者に注目され、詳細な分析や分類が行われ、多種多様な花崗岩質鉱物の存在が確認された。中でも鱗状をした珍しい淡紅色の雲母（リチア雲母）は、一般的な黒雲母や白雲母とは異なり、日本国内では数少ないリチウムを多数含むことから学術的な価値が高く、1934年（昭和9年）1月22日に国の天然記念物に指定された。
天然記念物に指定されたものの、長垂の紅雲母には希少元素であるリチウムが含まれるため、太平洋戦争戦時下に軍事利用を目的に、長垂の紅雲母は日本海軍直営の「長垂鉱山」として約200トンの粗鉱石が採掘されたという。また、当地を東西に走る明治期に敷設された国鉄筑肥線（現JR九州JR筑肥線）は、長垂の岬にトンネルが掘削されており、1981年（昭和56年）の複線化事業により新たに掘削されたトンネル工事では、約1500トンの岩石が掘削されている。
福岡市教育委員会が現地に設置した解説版によれば、リチウム以外にも、セシウム、ウランといった放射性元素を含む鉱物が約70種確認されており、西区ホームページの解説によれば戦時中のリチウム採掘は日本陸軍によるものとされている。このような経緯もあり、今日では地表面での紫紅色雲母を現地で確認することは困難となっており、長垂で産出した紅色雲母の現物は、博多湾に浮かぶ能古島の亀陽文庫能古博物館に展示されている。
一方で、長垂山周辺では地元の民間鉱物研究会「福岡石の会」により長年にわたり多数の鉱物採集されており、この311点にもおよぶ鉱物標本の中にはリシア雲母だけでなく、リシア電気石やアンブリゴ石など極めて希少価値のある鉱物も含まれており、2003年（平成15年度）から3ヵ年にわたって亀陽文庫能古博物館へ寄贈され、「長垂の含紅雲母ペグマタイト鉱物標本 311点」の名称で2006年（平成18年）に、福岡県指定天然記念物に指定された。また、552点の「長垂のリチウムペグマタイト鉱物標本」として2011年（平成23年）に、福岡市指定天然記念物に指定され、福岡市立少年科学文化会館(現福岡市科学館)が保有管理している。また、産業技術総合研究所地質調査総合センターが運営する地質標本館（茨城県つくば市）には、先述した筑肥線の長垂トンネル掘削時に採集された、幅約70cm×奥行き約50cm×高さ約35cmの巨大なリチウムペグマタイトが常設展示されている。

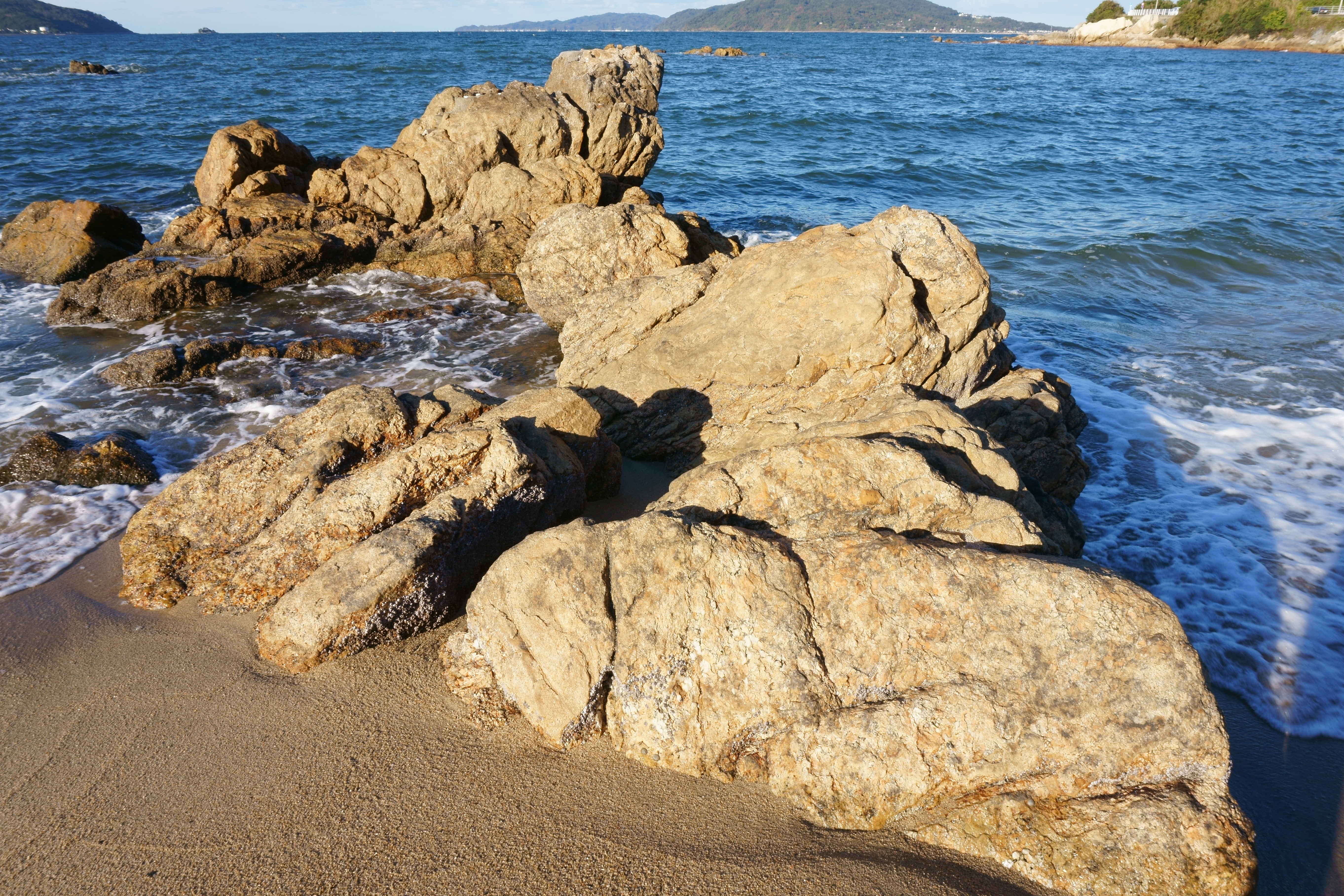
長垂の含紅雲母ペグマタイト岩脈。
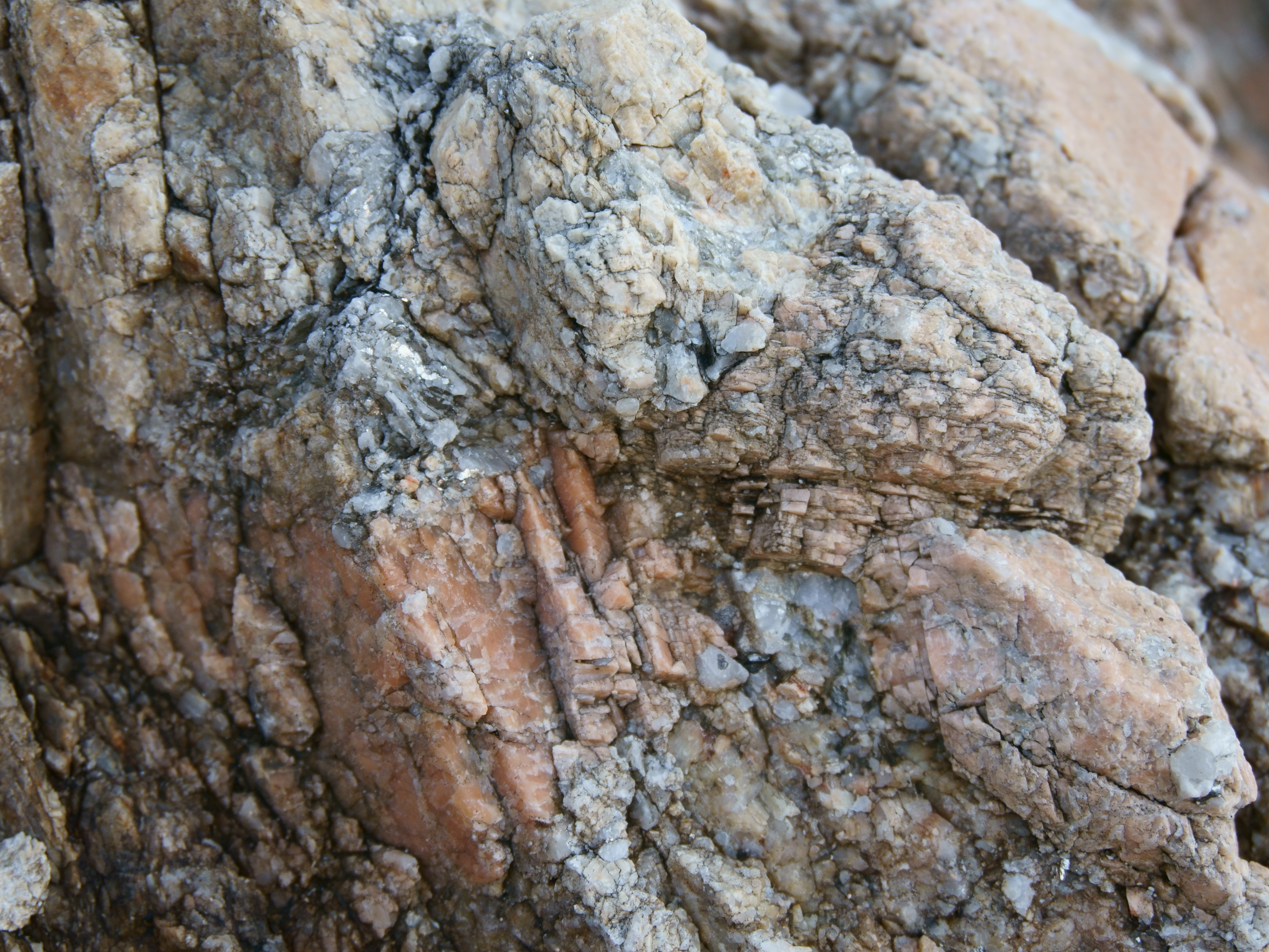
長垂の含紅雲母ペグマタイト岩脈。
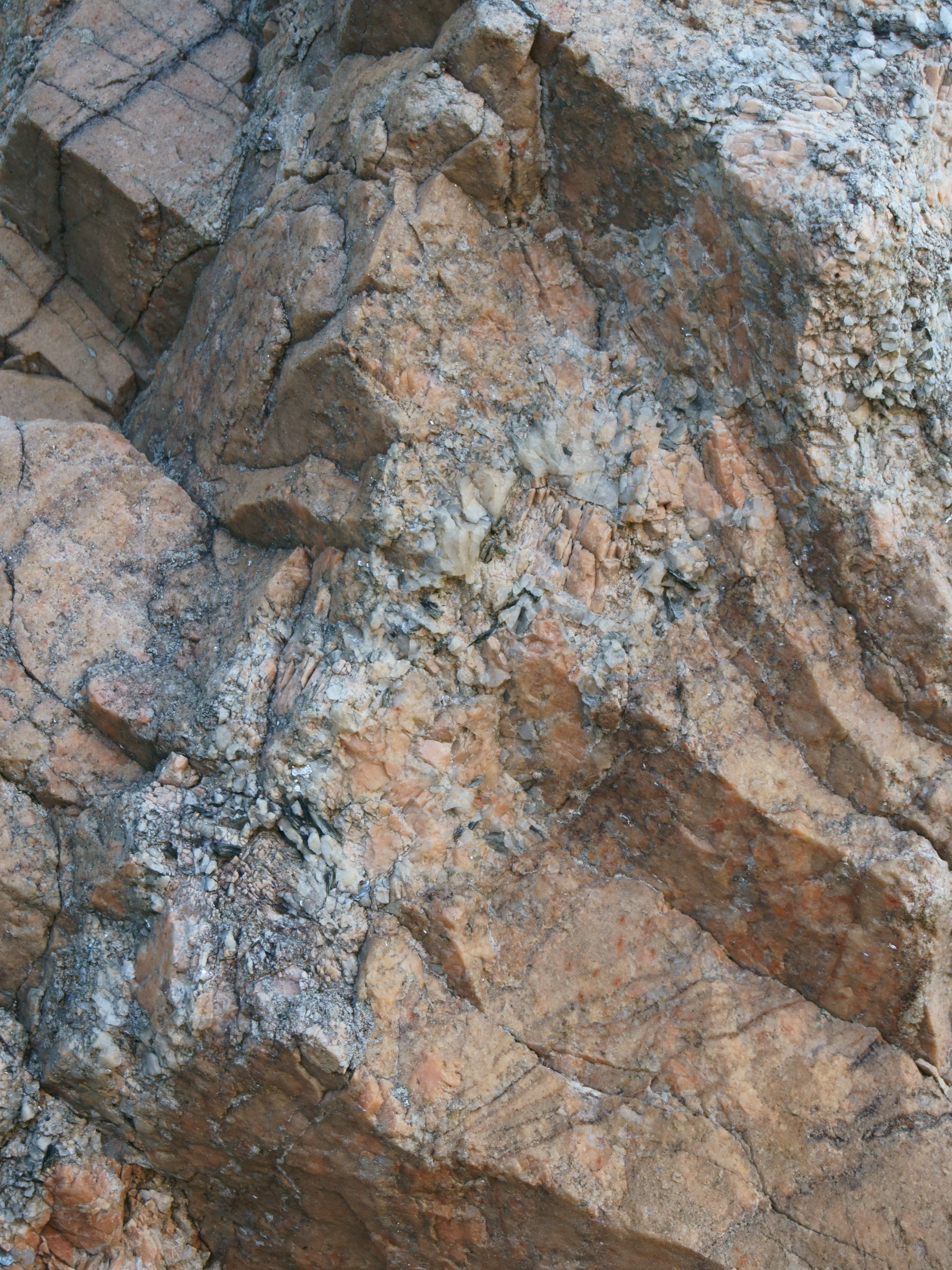
長垂の含紅雲母ペグマタイト岩脈。
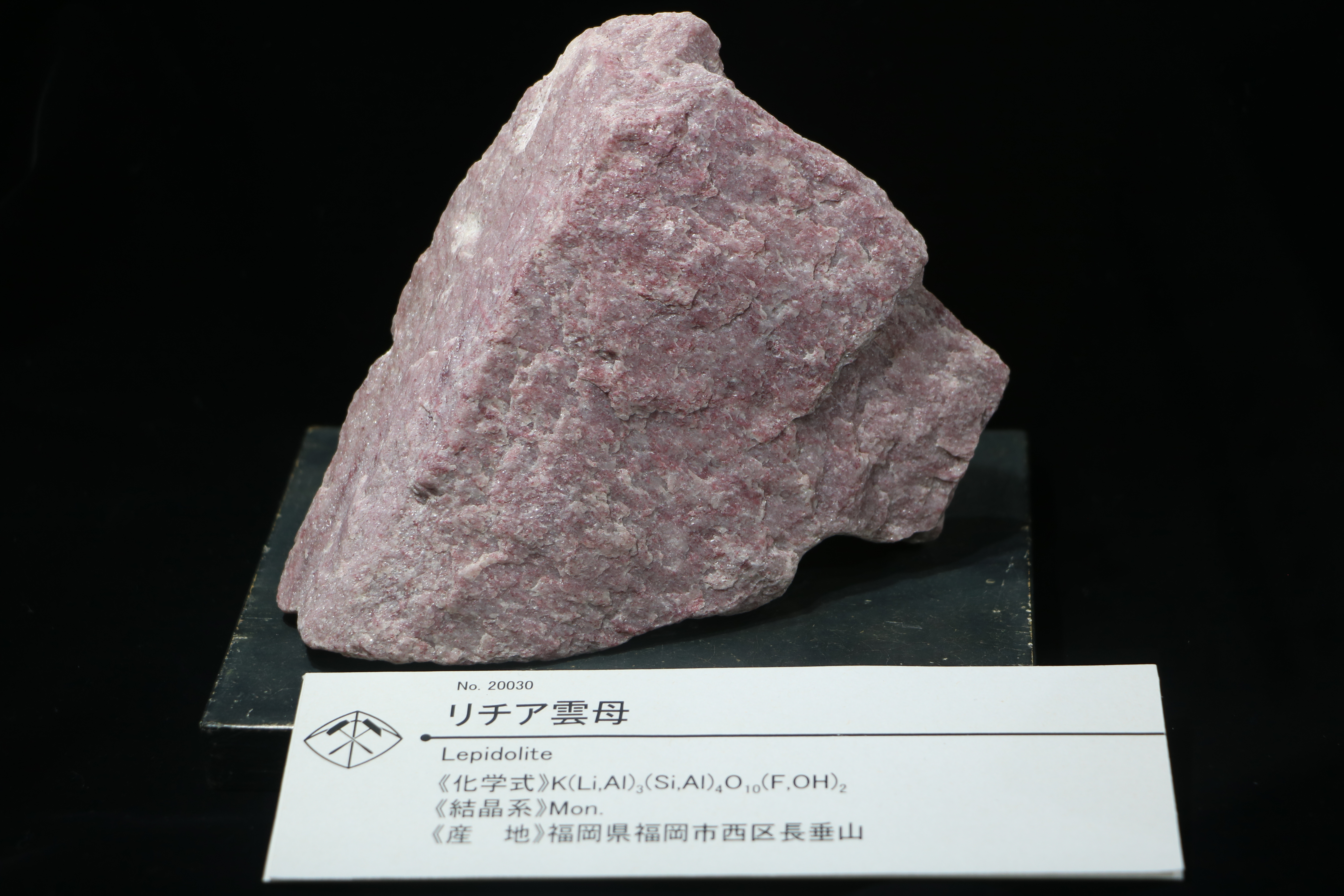
長垂山産出のリチア雲母（紅雲母）。秋田大学附属鉱業博物館常設展示物。2022年9月7日撮影。

## 交通アクセス
所在地
- 福岡県福岡市西区今宿青木1111-6。

交通
- JR九州筑肥線今宿駅下車[9]。徒歩約15分
- 西九州自動車道今宿インターチェンジ（福重方面の出入口のみのハーフIC）より、前原方面からは拾六町インターチェンジ（ハーフIC）より、いずれも車で約10分。